# 尚寶監
尚寶監是明代宦官二十四衙门之一。
掌寶璽、敕符、將軍印信。
與外廷尚寶司和女官系統的尚寶司共同負責管理寶璽、敕符、印信。《明史·職官三》：“凡用寶，外尚寶司以揭帖赴監請旨，至女官尚寶司領取，監視外司用訖，存號簿，繳進。”

## 官制
- 掌印，一员；
- 佥书，无定员；
- 掌司，无定员。

## 首都人员

### 永乐时期
王彦、田嘉禾

### 洪熙时期
金满（右少监）

### 景泰时期
戴细保（监丞）

## 外部連結
- 明朝二十四衙門 （页面存档备份，存于）